# كنوت توربيورن إغن
كنوت توربيورن إغن (بالنرويجية البوكمول: Knut Torbjørn Eggen)‏ هو لاعب كرة قدم ومدرب كرة قدم نرويجي في مركز الدفاع، ولد في 1 نوفمبر 1960 في أوركدال في النرويج، وتوفي في 20 فبراير 2012 في موس في النرويج. شارك مع منتخب النرويج تحت 16 سنة لكرة القدم ومنتخب النرويج تحت 19 سنة لكرة القدم ومنتخب النرويج تحت 21 سنة لكرة القدم ومنتخب النرويج لكرة القدم. أما مع النوادي، فقد لعب مع نادي روسنبورغ.

## وصلات خارجية
- كنوت توربيورن إغن على موقع اتحاد النرويج (النرويجية)
- كنوت توربيورن إغن على موقع ناشيونال فوتبول تيمز (الإنجليزية)
- كنوت توربيورن إغن على موقع عالم كرة القدم.نت (الإنجليزية)
- كنوت توربيورن إغن على موقع أوليمبيديا (الإنجليزية)